# Ямка (струмок)
Ямка — струмок (мала річка) у Києві, в місцевості Нова Забудова, ліва притока Либеді. Протяжність  близько— 2 км. Приток не має.

## Опис
Починається неподалік площі Лесі Українки, далі протікає під вулицями Євгена Коновальця та Володимиро-Либідською, під Володимирським ринком. Перетнувши вулицю Ямську в місці виходу на неї вулиці Володимиро-Либідської, впадає в Либідь.
На всій протяжності взятий у колектор.